# Góry Łyse
Góry Łyse (norw. Lysefjellet) – dwa szczyty na południowym Spitsbergenie (956 i 925 m n.p.m.), na południe od Góry Staszica, odkryte przez polską ekspedycję naukową w 1934 roku. Nazwa pochodzi od faktu, że są pozbawione pokrywy śnieżnej. 